# تاکومی اوساتو
تاکومی اوساتو (انگلیسی: Takumi Uesato؛ زادهٔ ۲۹ آوریل ۱۹۹۰) بازیکن فوتبال اهل ژاپن است.